# Klassisches Maya
Das Klassische Maya (auch Klassisches Ch’olti’ oder Hieroglyphenmaya) ist eine ausgestorbene Maya-Sprache, die von ca. 300 v. Chr. bis 1500 n. Chr. in den Maya-Hieroglyphen auf der Halbinsel Yucatán niedergeschrieben wurde. Damit stellt das Klassische Maya die älteste schriftlich dokumentierte Maya-Sprache und die mit Abstand am besten belegte indigene Sprache Amerikas vor 1492 dar. Wie andere Maya-Sprachen ist das Klassische Maya eine agglutinierende Sprache mit ergativer Personenmarkierung am Prädikat.

## Klassifikation
Die Klassifikation des Klassischen Maya ist komplex und umstritten. Es gilt als Prestigesprache, die in einer Diglossiesituation neben der Volkssprache gebraucht wurde. Da es verschiedene phonologische Neuerungen mit den Ch’olan-Sprachen teilt, wird das Klassische Maya gemeinhin als Ch’olan-Sprache klassifiziert, aber die exakte Position innerhalb der Ch'olan-Sprachen ist weiterhin unklar. Aufgrund gemeinsamer morphologischer Neuerungen sehen Stephen Houston, John Robertson und David Stuart das Klassische Maya als eine östliche Ch’olan-Sprache und damit als direkten Vorfahren des kolonialzeitlichen Ch'olti' und des heutigen Ch’orti’, während David Mora-Marín das Klassische Maya mit dem Proto-Ch’olan und damit als gemeinsamen Vorfahren aller heutigen Ch’olan-Sprachen identifiziert.

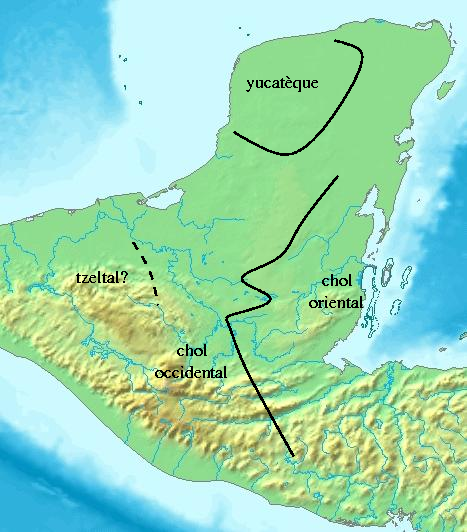
Verbreitung von Vernakularsprachen

Eine eindeutige Klassifikation des Klassischen Maya ist auch deshalb schwierig, weil es trotz seines Charakters als Prestigesprache eine erkennbare geographische und zeitliche Variation aufweist. Besonders in der Späten Klassik und in der Postklassik sind Einflüsse von Vernakularsprachen, insbesondere Yukatekisch (u. a. Chichen Itzá), Chontal (u. a. Palenque) und Ch'orti' (u. a. Copán), deutlich. Zudem unterscheiden sich vor allem frühe Texte aus der Späten Präklassik und der Frühen Klassik sowohl in Bezug auf die Phonologie als auch in Bezug auf die Morphologie teilweise von dem Standard der Späten Klassik, aus der die meisten bekannten Texte stammen.

## Geschichte
Trotz seiner relativ langen Überlieferungsdauer ist eine sprachhistorische Periodisierung, wie sie etwa für das Ägyptische vorliegt, für das Klassische Maya bislang nicht gebräuchlich. Die Mehrheit der überlieferten Texte stammt aus der Klassik (300–900 n. Chr.), insbesondere der Späten Klassik (ca. 600–900 n. Chr.), weshalb diese Epoche das Verständnis des Klassischen Maya dominiert. Teilweise werden kulturhistorische Periodisierungen genutzt (z. B. in Daniel Laws Arbeit zur Sprache der Frühen Klassik).
Die folgenden Lautwandel haben sich in der Geschichte des Klassischen Maya vollzogen:
- ee > i, oo >u[6]
- ab ca. 600 n. Chr.: k > ch vor /a/, /o/ und /u/[6]
- ab ca. 700 n. Chr.: Phonemverschmelzung von /h/ und /j/ (vermutlich als /j/)[7]
- ab ca. 750 n. Chr.: Verschmelzung von langen, glottalisierten und aspirierten Vokalen mit Kurzvokalen[8]

Die folgenden morphosyntaktischen Wandel haben sich in der Geschichte des Klassischen Maya vollzogen:
- ab ca. 400 n. Chr.: Einführung von -h-...-aj als neues Passivmorphem anstelle von -h-[9]
- ab ca. 400 n. Chr.: Einführung von -l-aj als neuer positioneller Inchoativ anstelle von -h-...-aj[10]
- ab ca. 650 n. Chr.: Einführung von -wan als neuer positioneller Inchoativ zusätzlich zu -l-aj[11]

## Schrift und Orthographie

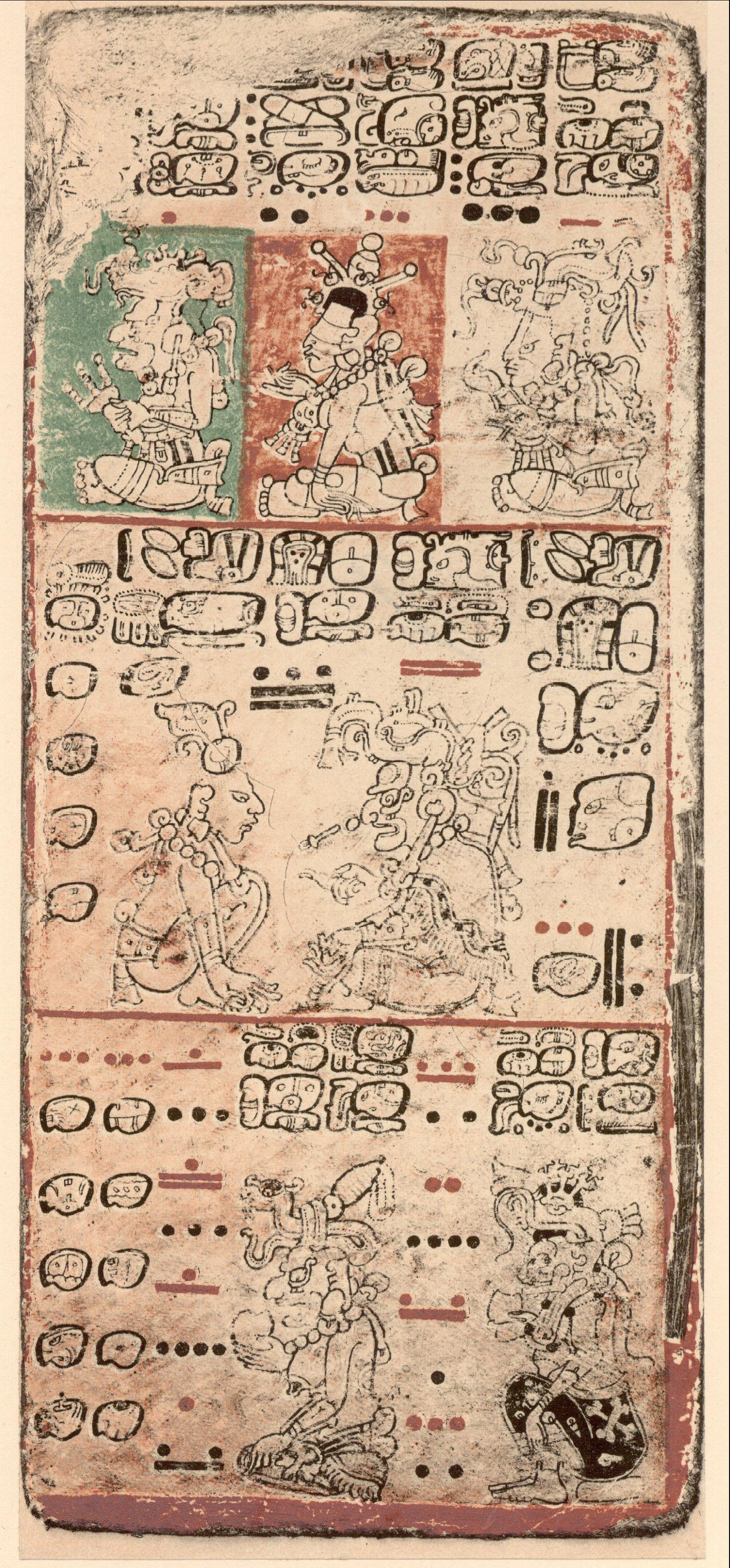
Seite aus dem Codex Dresden mit Maya-Schriftzeichen

Das Klassische Maya wurde in der Maya-Schrift geschrieben. Die Maya-Schrift ist eine logosyllabische Schrift, d. h. sie umfasst sowohl Logogramme (Wortzeichen), die ein vollständiges Wort schreiben (z. B. B'ALAM 'Jaguar'), als auch Syllabogramme (Silbenzeichen), die eine Silbe der Form Konsonant-Vokal (KV) schreiben (z. B. b'a). Wörter können entweder allein mit einem Logogramm (z. B. B'ALAM), aus einer Kombination eines Logogramms mit einem oder mehreren (scheinbar überflüssigen) Silbenzeichen (z. B. b'a-B'ALAM oder B'ALAM-ma) oder nur mit Silbenzeichen (z. B. b'a-la-ma) geschrieben werden. Grammatische Morpheme werden üblicherweise mit Silbenzeichen geschrieben, die dann einem Logogramm oder einer Kombination aus Syllabogrammen vorausgehen oder folgen können (z. B. u-B'ALAM 'sein Jaguar').

Schreibung des Wortes b'alam als b'a-B'ALAM

Da Wörter im Klassischen Maya üblicherweise die Form KVK (z. B. tuun 'Stein') oder KVKVK (z. B. b'alam 'Jaguar'), Silbenzeichen aber die Form KV haben, bleibt bei mit Silbenzeichen geschriebenen Wörtern am Wortende gewöhnlich ein überflüssiger Vokal, der nicht gelesen wird (z. B. wird a bei der Schreibung b'a-la-ma für b'alam am Ende nicht gelesen). Der überflüssig geschriebene Vokal ist konventionalisiert und entspricht in einigen Fällen wie bei b'a-la-ma für b'alam dem Vokal innerhalb des Wortes (Vokalsynharmonie), während er sich in anderen Fällen (z. B. TUN-ni für tuun 'Stein') von dem Vokal innerhalb des Wortes unterscheidet (Vokaldisharmonie). Einige Autoren gehen davon aus, dass Vokaldisharmonie einen komplexen Vokal (z. B. einen langen oder einen glottalisierten Vokal) innerhalb des Wortes anzeigt. Bei tuun 'Stein' etwa würde die Vokaldisharmonie einen langen Vokal anzeigen (im Gegensatz zum kurzen Vokal bei b'alam).
Die Maya-Schrift hat verschiedene bisher noch nicht vollständig erforschte Abkürzungskonventionen. Frikative, Nasale und Liquida werden am Silbenende manchmal nicht geschrieben (z. B. ba-la-ja für bajlaj 'er hämmert', a-hi für ahiin 'Alligator', sa-ja für sajal 'Sajal (Titel)') und in seltenen Fällen werden grammatische Affixe (vor allem bei logographischen Schreibungen) weggelassen (z. B. BAJ für bajlaj 'er hämmert'). Eine andere Form der Abkürzung in der Maya-Schrift ist die Haplographie, bei der, wenn in einem Wort die gleiche Silbe zwei Mal hintereinander auftaucht, diese Silbe nur ein Mal geschrieben wird (z. B. ka-wa für kakaw 'Kakao').

## Phonologie
Das Klassische Maya hat ein relativ konservatives Phoneminventar. Bis in die Endklassik bewahrt das Klassische Maya einen Kontrast zwischen velarem /j/ und glottalem /h/ sowie zwischen Langvokalen und Kurzvokalen, die in den heutigen Ch'olan-Sprachen verschmolzen sind. Wie andere Maya-Sprachen hat das Klassische Maya mehrere ejektive Konsonanten. Unklar ist, ob es bereits ein Phonem /p'/ gibt. Insgesamt hat das Klassische Maya 20 oder 21 Konsonanten und 10 Vokale.
|                     | Bilabial | Alveolar | Alveopalatal | Palatal | Velar | Glottal |
| ------------------- | -------- | -------- | ------------ | ------- | ----- | ------- |
| Einfache Okklusive  | p        | t        |              |         | k     |         |
| Ejektive Okklusive  | ?p', b'  | t'       |              |         | k'    | '       |
| Frikative           |          | s        | x            |         | j     | h       |
| Einfache Affrikaten |          | tz       | ch           |         |       |         |
| Ejektive Affrikaten |          | tz'      | ch'          |         |       |         |
| Nasale              | m        | n        |              |         |       |         |
| Laterale            |          | l        |              |         |       |         |
| Halbvokale          | w        |          |              | y       |       |         |

|        | Vorderzungenvokale | Zentralvokale | Hinterzungenvokale |
| ------ | ------------------ | ------------- | ------------------ |
| hoch   | i, ii              |               | u, uu              |
| mittel | e, ee              |               | o, oo              |
| tief   |                    | a, aa         |                    |

## Nomina
Wie in anderen Maya-Sprachen tragen Nomina auch im Klassischen Maya keine Kasusaffixe. Es gibt eine reichhaltige Derivationsmorphologie, mit der Nomina in Wörter anderer Klassen oder Wörter anderer Klassen in Nomina abgeleitet werden können. Eine recht häufige Derivation ist die Instrumentalderivation mit dem Suffix -ib’ (z. B. uk’-ib’ 'Becher' von dem Verb uk’ 'trinken'). Daneben hat das Klassische Maya auch eine recht komplexe Possessionsmorphologie.

### Unabhängige Pronomina
Unabhängige Personalpronomina sind im Klassischen Maya nicht obligatorisch. Sie werden ausschließlich zur Emphase (z. B. in Fokuskontexten gebraucht).
|   | SG                 | PL        |
| - | ------------------ | --------- |
| 1 | ?hin               | hon ~ jon |
| 2 | ha'at ~ hat        |           |
| 3 | ha' ~ ha'i' ~ ?hin | ha'ob'    |

### Possession
Possession wird im Klassischen Maya mithilfe von Possessivpräfixen markiert, die dem Possessum vorangestellt werden und den Possessor indizieren. Die Form dieser Präfixe unterscheidet sich danach, ob das Possessum mit einem Konsonanten oder einem Vokal beginnt. Die Possessivpräfixe sind obligatorisch und werden daher auch dann gebraucht, wenn der Possessor selbst als Nominalphrase realisiert ist. In diesem Fall folgt der Possessor dem Possessum, d. h. die Possessivkonstruktion hat die Struktur Possessivpräfix-Possessum Possessor.
Während bei den meisten Nomina die Possessivpräfixe ausreichen, um Possession zu markieren, muss bei einigen Nomina zusätzlich ein Suffix -el oder -il an das Possessum angefügt werden. Dies betrifft vor allem solche Possessa, über die der Possessor keine physische Kontrolle hat, z. B. innere Organe oder Körperflüssigkeiten wie Blut.
|     | vor Konsonant | vor Vokal |
| --- | ------------- | --------- |
| 1SG | ni-           | w-        |
| 2SG | a-            | aw-       |
| 3SG | u-            | y-        |
| 1PL | ?ka-          | ?k-       |
| 2PL | ?i-           |           |
| 3PL | u-            | y-        |

Einige Nomina, denen ein Possessivverhältnis inhärent ist, müssen im Klassischen Maya mit einem speziellen Suffix markiert werden, wenn sie außerhalb einer Possessivkonstruktion gebraucht werden. Nomina, die Körperteile bezeichnen, werden außerhalb von Possessivkonstruktionen gewöhnlich mit dem Suffix -is und Nomina, die persönlichen Besitz bezeichnen, mit dem Suffix -aj markiert.

### Präpositionen und relationale Nomina
Das Klassische Maya hat zwei einfache Präpositionen: ti/ta und tahn. Ti/ta geht vermutlich bereits auf das Proto-Maya zurück ist eine Allzweckpräposition, die u. a. den Ort, die Zeit, ein Instrument oder auch einen Rezipienten einführen kann (z. B. ti k'ahk'al jul 'mit einem feurigen Speer'). Tahn ist eine jüngere Entwicklung vermutlich auf der Grundlage des Nomens tahn 'Brust' und hat allein lokative Funktionen (z. B. tahn ch'een 'in der Höhle').
Neben ti/ta und tahn werden im Klassischen Maya auch verschiedene komplexe Präpositionen/relationale Nomina gebraucht. Im Gegensatz zu den vollständig grammatikalisierten Präpositionen verlangen diese relationalen Nomina ein Possessivpräfix (Struktur: POSS-Nomen) und teilweise zusätzlich die einfache Präposition ti/ta (Struktur: ti=POSS-Nomen). Beispiele für solche komplexen Präpositionen sind ichnal 'vor' (z. B. aw-ichnal 'vor dir') und baah 'zu', welches Rezipienten einführt (z. B. t-u-baah 'ihm').

### Numeralia
Numeralia werden im Klassischen Maya meist mit Zahlzeichen statt mit Silbenzeichen geschrieben, daher muss ihr Lautwert oft auf der Grundlage anderer Quellen rekonstruiert werden. Wie in anderen mesoamerikanischen Sprachen wird ein Vigesimalsystem verwendet, allerdings werden die Zahlen von 12 bis 19 auf der Basis von 10 (lajun) gebildet (z. B. wak-lajun 'sechs-zehn', d. h. 16). Die Zahlen von 0 bis 20 sind:
- mih/mi’ (0)
- jun (1)
- cha’/ka’ (2)
- hux/ux/ox (3)
- chan/kan (4)
- ho’ (5)
- wak (6)
- wuk/huk (7)
- waxak (8)
- bolon/balun (9)
- lajun (10)
- buluch/buluk (11)
- lajcha’ (12)
- uxlajun/oxlajun (13)
- chanlajun/kanlajun (14)
- ho'lajun (15)
- waklajun (16)
- wuklajun/huklajun (17)
- waxaklajun (18)
- bolonlajun/balunlajun (19)
- winik/winak (20)

Zahlen werden häufig mit einem Numeralklassifikator versehen, der dem Zahlwort folgt. Der häufigste Numeralklassifikator ist der generische Klassifikator -te’ (ursprünglich 'Holz'), zum Beispiel in ux-te’ k’uh 'drei Götter'.
Ordinalzahlen werden mit dem Possessivpräfix gebildet, das dem Zahlwort vorangeht (z. B. u-chan 'der vierte').

### Adjektive und Nominalphrasen
Das Klassische Maya hat keine Artikel. Nominalphrasen können allein aus einem einzigen Nomen bestehen, oder sie können zusätzlich Numeralia, Adjektive oder andere Nomina als attributive Modifikatoren enthalten. Attribute stehen vor dem Kopf der Nominalphrase. Adjektive (z. B. ik’ 'schwarz') werden üblicherweise ohne weitere Markierung direkt als Attribute gebraucht (z. B. ik' chij 'schwarzer Hirsch'), während Nomina oft zusätzlich mit einem Suffix -Vl markiert werden, wenn sie in einer Nominalphrase als Attribute fungieren (z. B. kab-al k'uh 'Erdgott' von kab 'Erde').

## Verben
Die Verbalmorphologie des Klassischen Maya zeichnet sich durch eine strikte Trennung zwischen transitiven und intransitiven Verben und durch ergative Personenmarkierung aus. Eine weitere Besonderheit des Klassischen Maya ist eine besondere Klasse von Wurzeln, die sogenannten Positionalwurzeln, die sich durch eine eigenständige Derivationsmorphologie von transitiven und intransitiven Verben unterscheidet und semantisch vor allem Positionen und andere räumliche Anordnungen ausdrückt.

### Tempus, Aspekt und Modus
In Bezug auf Tempus und Aspekt im Klassischen Maya gibt es in der Literatur vor allem zwei konkurrierende Ansichten. John Robertson, Stephen Houston und David Stuart gehen davon aus, dass im Klassischen Maya ein Tempussystem gebraucht wird, in dem ein unmarkiertes Präsens sich von einem Vergangenheitstempus unterscheidet, das mit dem Suffix -iiy markiert wird. Das Präsens wird demnach in den Inschriften überwiegend als historisches Präsens gebraucht. Andere Autoren wie Robert Wald nehmen dagegen an, dass das Klassische Maya ein Aspektsystem verwendet, in dem entweder ein unmarkierter kompletiver/perfektiver Aspekt mit einem bislang unbelegten inkompletiven/imperfektiven Aspekt kontrastiert, oder ein unmarkierter Aspekt gebraucht wird, der sowohl perfektive als auch imperfektive Funktionen haben kann. Das vermeintliche Suffix -iiy, das nach Robertson, Houston und Stuart das Vergangenheitstempus markiert, ist nach dieser Ansicht ein temporal- und diskursdeiktisches Klitikon, das nicht nur an Verben, sondern u. a. auch an Zeiteinheiten angehängt werden kann, aber nicht Teil eines grammatikalisierten Verbalparadigmas ist.

### Personenmarkierung
Das Verb kongruiert im Klassischen Maya sowohl mit dem Subjekt als auch (sofern vorhanden) mit dem direkten Objekt. Die Kongruenz folgt einem ergativen Muster. Es gibt zwei unterschiedliche Pronominalsets, mit denen die Person am Verb markiert wird: Die Ergativpronomina (auch Set A genannt), die mit den Possessivpräfixen identisch sind, markieren das Subjekt transitiver Verben, während die Absolutivpronomina das Subjekt intransitiver Verben und das direkte Objekt transitiver Verben markieren. Im Gegensatz zu den Ergativpronomina sind die Absolutivpronomina Suffixe.
|   | SG           | PL    |
| - | ------------ | ----- |
| 1 | -een         | ?-o'n |
| 2 | ?-at / ?-eet |       |
| 3 | -Ø           | -Ø    |

### Diathesen
Das Klassische Maya hat mehrere intransitivierende Diathesen:
- Passive werden mit dem Morphem -h-...-aj (bei einfachen transitiven Verben) bzw. -n-aj (bei abgeleiteten transitiven Verben) gebildet. In diesem Fall wird das Patiens zum Subjekt und das Agens entweder komplett weggelassen oder durch ein zusätzliches Verb u-kab-'ij(-iiy) 'er beaufsichtigte es' eingeführt.[28]
- Mediopassive werden mit dem Suffix -Vy markiert. Wie beim Passiv wird das Patiens zum Subjekt, aber im Gegensatz zum Passiv impliziert das Mediopassiv nicht die Beteiligung eines Agens (vergleichbar mit es endete vs. es wurde beendet).[29]
- Antipassive werden mit dem Suffix -Vw/-Vn markiert. Bei Antipassiven wird das Patiens weggelassen. Da das Verb nun intransitiv ist, wird im Gegensatz zu transitiven Verben das Agens am Verb nicht mehr mit einem Ergativpronomen, sondern mit einem Absolutivpronomen markiert.[30]
- Eine für Maya-Sprachen sehr charakteristische Diathese ist die Agens-Fokus-Diathese. Diese Diathese ähnelt dem Antipassiv, wird aber obligatorisch in bestimmten syntaktischen Kontexten (Fokussierung des Agens, Relativsatz über ein Agens) gebraucht. Im Klassischen Maya wird diese Diathese mit dem Suffix -Vw/-Vn markiert.[31]

Als transitivierende Diathese hat das Klassische Maya einen Kausativ, der mit dem Suffix -esa/-es/-se markiert wird (z. B. t’ab-se 'anheben' von t’ab 'aufsteigen').

## Syntax

### Einfache Sätze und Koordination
Einfache Sätze haben im Klassischen Maya die Grundwortstellung Verb-Objekt-Subjekt bei transitiven und Verb-Subjekt bei intransitiven Verben. Adjektive und Nomina können ebenfalls ohne Kopula als Prädikate gebraucht werden. In diesem Fall wird das Subjekt wie bei intransitiven Verben mit einem Absolutivpronomen an dem Adjektiv/Nomen markiert.
Koordination erfolgt ohne Konjunktion durch eine einfache Nebeneinanderstellung der koordinierten Teilsätze.

### Syntaktische Ergativität
Eine Besonderheit des Klassischen Maya ist seine syntaktische Ergativität. Syntaktische Ergativität bedeutet, dass verschiedene syntaktische Operationen nur für das Subjekt eines intransitiven Verbs und für das direkte Objekt eines transitiven Verbs (d. h. für ein Absolutivargument), aber nicht für das Subjekt eines transitiven Verbs (d. h. das Ergativargument) möglich sind. Im Klassischen Maya können Relativsätze nicht von einem Subjekt eines transitiven Verbs gebildet werden (d. h. ein Satz wie Der Mann, der die Frau schlug, ist tot. ist im Klassischen Maya nicht in der gleichen Form möglich), und das Subjekt eines transitiven Verbs kann auch nicht im Fokus stehen. Um das Agens eines transitiven Ereignisses in einem Relativsatz zu gebrauchen oder es zu fokussieren, muss eine spezielle intransitivierende Diathese, nämlich die Agens-Fokus-Diathese, verwendet werden (grob vergleichbar mit Der Mann, der nach der Frau schlug, ist tot.).

## Lexikon
Das Lexikon des Klassischen Maya ist noch nicht vollständig erforscht. In seinem 2009 erschienenen vorläufigen Wörterbuch des Klassischen Maya listet Erik Boot 1275 lexikalische Einheiten, weitere sind seitdem dazugekommen (die genaue Zahl ist mangels einer publizierten Liste unklar). Neben vielen Erbwörtern gibt es auch einige Lehnwörter. Lehnwörter stammen vor allem aus den Mixe-Zoque-Sprachen (möglicherweise infolge olmekischen Einflusses) und aus frühen Formen von Nahua-Sprachen (möglicherweise infolge des Einflusses von Teotihuacán).
| Wort   | Bedeutung |
| ------ | --------- |
| chiku' | Nasenbär  |
| pom    | Copalharz |
| tzimaj | Kalebasse |
| us     | Moskito   |
| ul     | Atole     |

## Erforschung
Die Erforschung des Klassischen Maya steht in engem Zusammenhang mit der Entzifferung und Erforschung der Maya-Schrift insbesondere seit den späten 1970er Jahren. Ein wichtiger früher Beitrag zum Verständnis des Klassischen Maya war die Albany Conference und der daraus hervorgegangene Sammelband Phoneticism in Mayan Hieroglyphic Writing, der u. a. eine wegweisende Rekonstruktion des eng mit dem Klassischen Maya verwandten Proto-Ch'olan von Terrence Kaufman und William Norman und eine frühe Beschreibung der Verbalmorphologie des Klassischen Maya von Barbara MacLeod enthält. Andere frühe Studien zum Klassischen Maya sind z. B. Linda Scheles Arbeit über Verben (1982) und ein erster Versuch einer umfassenderen grammatischen Beschreibung des Klassischen Maya von Victoria Bricker (1986).
Mit der fortschreitenden Entzifferung der Maya-Schrift verbesserte sich vor allem in den späten 1990er und frühen 2000er Jahren auch das Verständnis des Klassischen Maya. Nennenswert sind u. a. Alfonso Lacadenas Arbeiten zu Antipassiv (2000) und Passiv (2004), Robert Walds Arbeiten zu Tempus und Aspekt (2004), und Stephen Houstons, John Robertsons und David Stuarts Arbeiten zur Vokalkomplexität/Vokaldisharmonie (2004) sowie zur Klassifikation des Klassischen Maya (2000). Viele wichtige Arbeiten aus dieser Zeit wurden zusammen in dem von Sören Wichmann herausgegebenen Sammelband The Linguistics of Maya Writing (2004) veröffentlicht.
In jüngerer Zeit ist insbesondere das seit 2014 an der Universität Bonn durchgeführte Projekt Textdatenbank und Wörterbuch des Klassischen Maya bedeutsam, das die Erstellung eines umfassenden digitalen Textkorpus und Wörterbuchs des Klassischen Maya anstrebt.